# Nesactium

Mauerreste von Nesactium, 2005

Nesactium war eine befestigte antike Stadt auf der Halbinsel Istrien. Ihr Ursprung geht auf das Volk der Istrier zurück. Seit dem 2. Jahrhundert v. Chr. war Nesactium eine römische Stadt. Während der Slaweneinfälle des 7. Jahrhunderts n. Chr. wurde sie aufgegeben.
Die Stadt liegt auf einem Hügel im Südosten Istriens in der Nähe der Budava-Bucht beim Ort Vižače 10 Kilometer östlich von Pula. Die Ausgrabungsstätte ist heute als archäologischer Park zu besichtigen.

## Geschichte

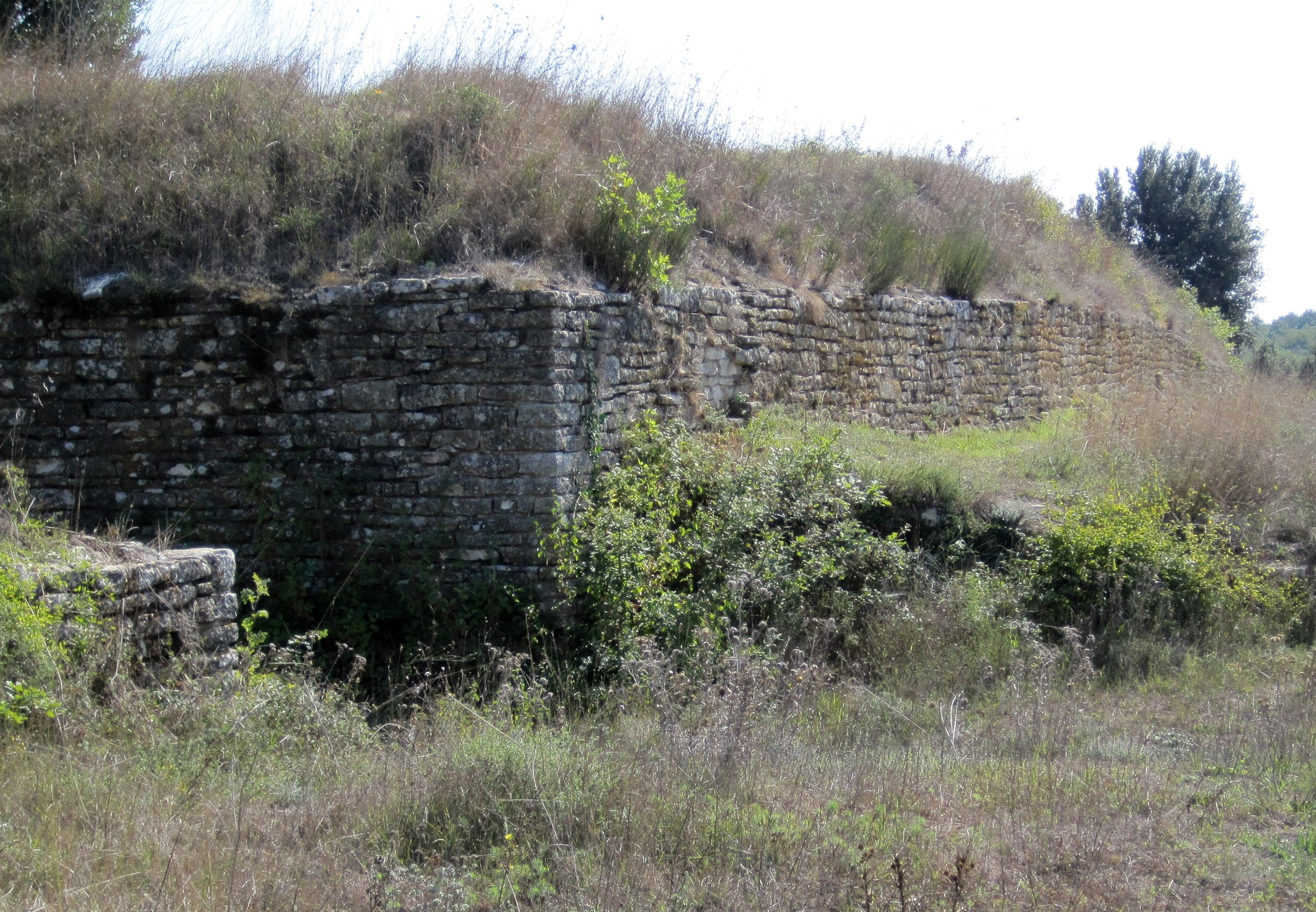
Prähistorisch/römische Stadtmauer und Tor.

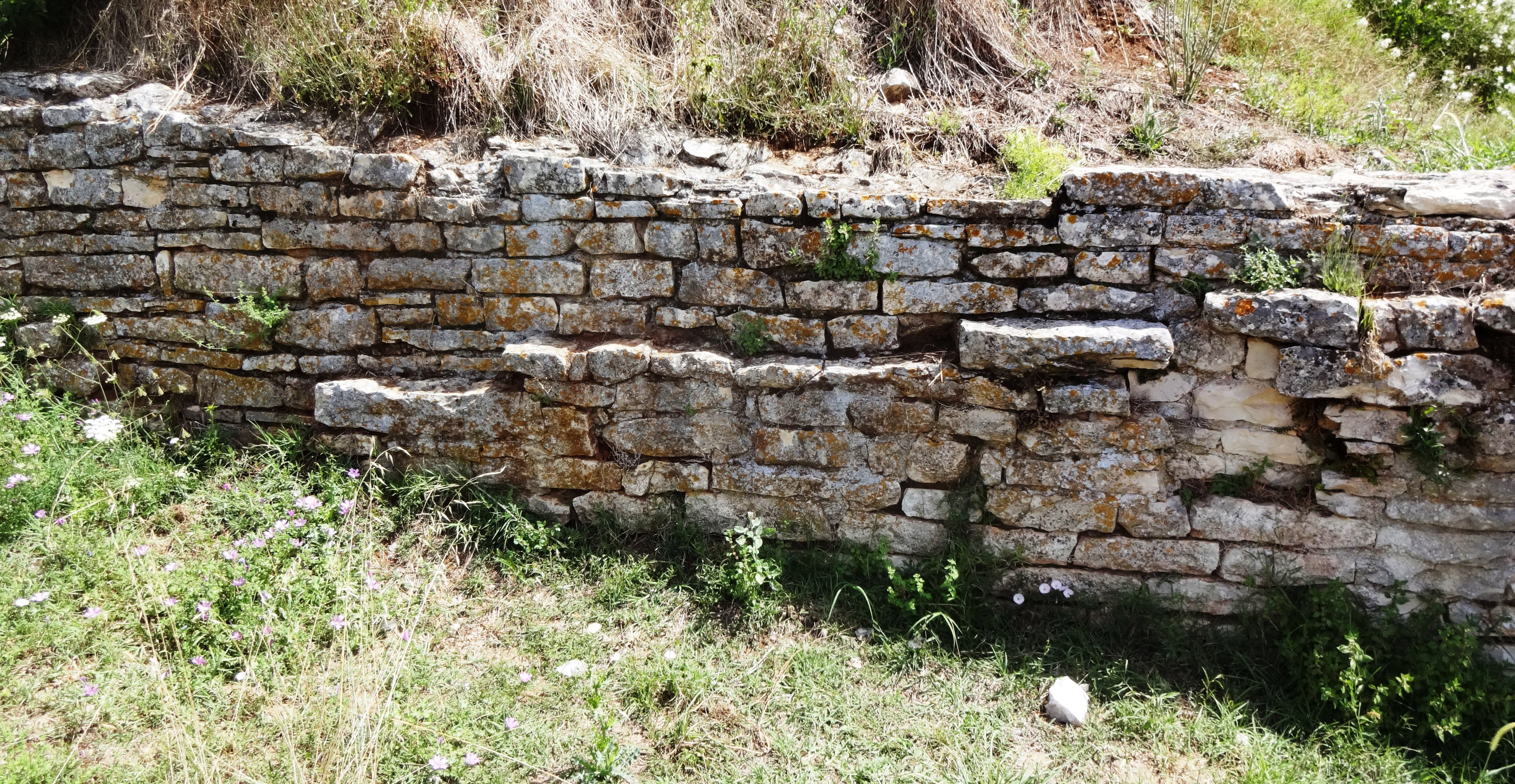
Stadtmauer links des römischen Tors

Nesactium war schon in der Bronzezeit (1200 v. Chr.) besiedelt. Der Ort gehörte zu den für die Region typischen castellieri, kleinen befestigten Dörfern. Die älteste Befestigung, eine ohne Mörtel aus Bruchsteinen aufgeführte Mauer hatte eine Länge von 800 Metern. Aus den einheimischen Vorläufern entwickelte sich ungefähr zwischen 1000 und 800 v. Chr. die eisenzeitliche Kultur, die den Istriern zugeschrieben wird.
Aus der vorrömischen Zeit sind die Überreste eines Tores und der Befestigung sowie eine Nekropole mit über 250 Gräbern erhalten. Die Beigaben, Keramik und unterschiedliche Metallgegenstände, weisen darauf hin, dass Nesactium weitreichende Handelsbeziehungen hatte: nach Griechenland, zu den Etruskern und in den Alpenraum.
Im frühen 2. Jahrhundert v. Chr. war Nesactium der Zentralort der Istrier. Unter Führung Königs Epulo verteidigten sie 177 v. Chr. die Stadt lange aber letztlich erfolglos gegen die Römer. Nach dem Fall wurde diese von den Römern zerstört, bald darauf aber wieder besiedelt.
Das neue Nesactium wurde als unbefestigte römische Stadt angelegt. Es gab ein Forum, drei Tempel und Thermen. Die Stadt hatte den Status eines Munizipiums. Als im 4. Jahrhundert n. Chr. die Macht des Römischen Reiches verfiel, wurde Nesactium wieder befestigt. Zur gleichen Zeit verbreitete sich das Christentum. Die Mauerreste einer frühchristlichen Kirche aus jener Epoche wurden bei den Ausgrabungen ebenfalls gefunden. Als die Slawen im 7. Jahrhundert in Istrien einfielen, wurde Nesactium zerstört und aufgegeben.
Die Erforschung der Ruinenstätte begann mit Ausgrabungen in den Jahren 1902–1904. Die meisten Funde werden im Archäologischen Museum Istriens in Pula aufbewahrt.

## Rundgang
1. Frühgeschichtliches Tor, „Porta Praehistorica“ (in der westlichen Stadtmauer, ca. 70 m nördlich des Haupteingangs, dem „Römischen Tor“)
2. Frühgeschichtliche Nekropole (hinter der westlichen Stadtmauer, zwischen frühgeschichtlichem Tor und Römischen Tor)
3. neue Funde von frühgeschichtlichen Urnengräbern (ca. 30 m südöstlich des Römischen Tors)
4. Römisches Kapitol (ca. 60 m östlich des Römischen Tors, in gerader Linie vom Tor kommend): mit Resten von drei Tempeln, bei denen es sich vermutlich um Tempel für Jupiter, Iuno und Minerva handelt, möglicherweise im 1. Jahrhundert n. Chr. errichtet

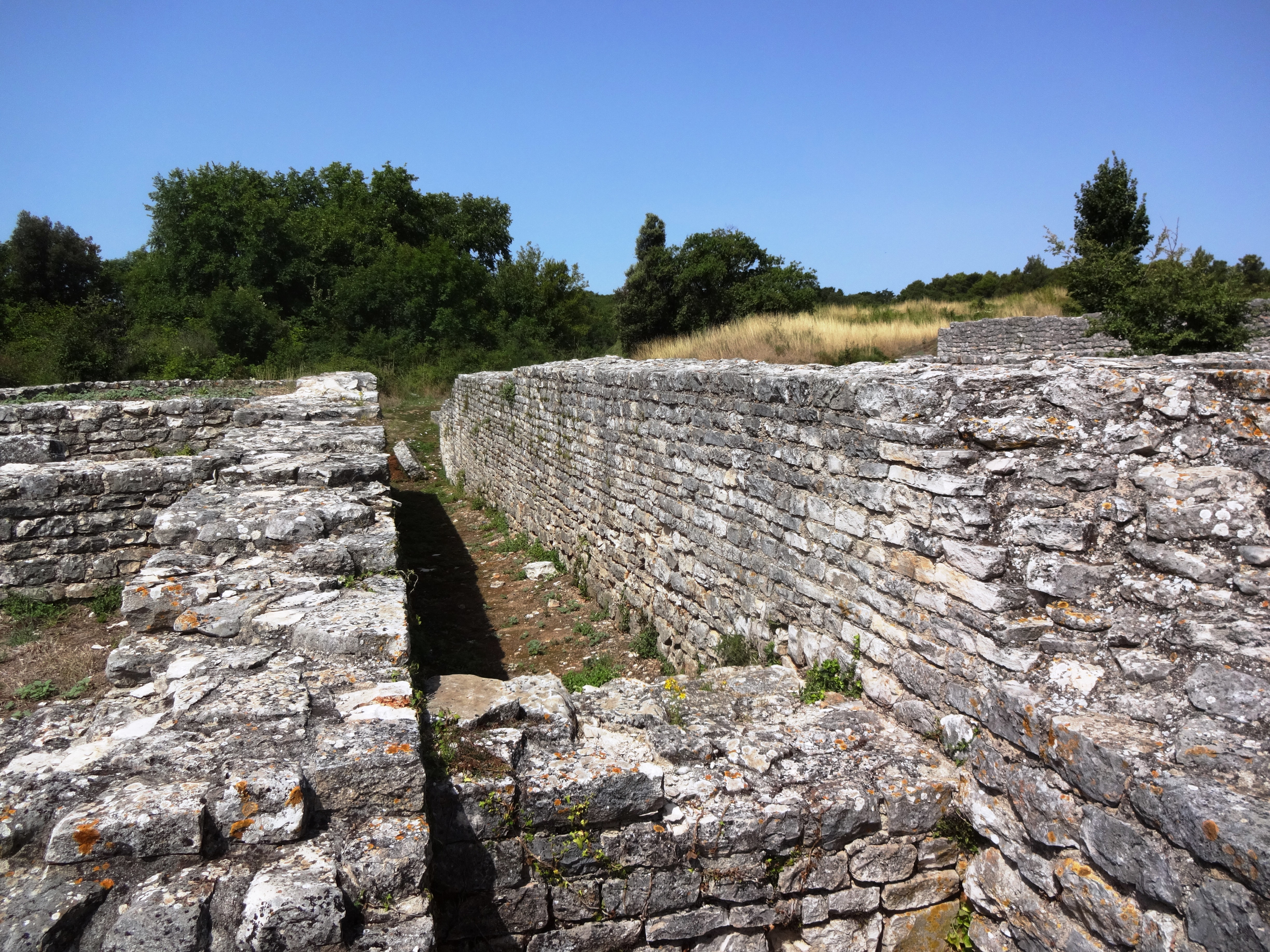
Römisches Kapitol

5. Römisches Forum (ca. 30 m östlich des Römischen Kapitols): war von drei Seiten mit Säulen eingerahmt, die zu einer öffentlichen Halle gehörten
6. Tabernae (nordöstlicher Rand des Römischen Kapitols): kleine Räume, die kommerziellen Zwecken dienten
7. Römische Therme (ca. 40 m nördlich der Tabernae)
8. Zisterne (direkt östlich neben der Nördlichen Basilika)

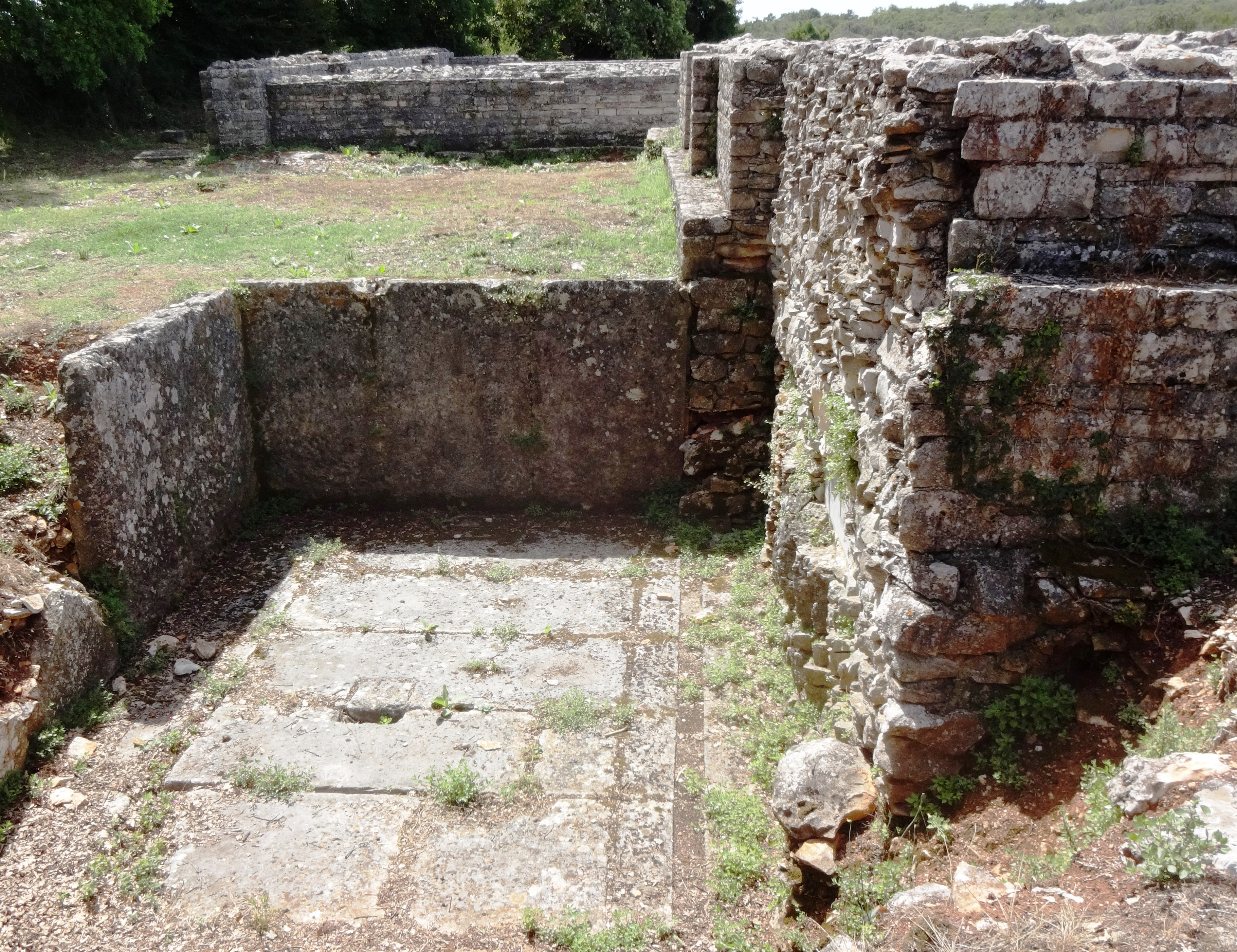
Zisterne

9. Nördliche Basilika: war vermutlich für priesterliche Synoden und Taufen bestimmt, möglicherweise dem Heiligen Thomas gewidmet
10. Südliche Basilika: war wahrscheinlich für den alltäglichen Gottesdienst gedacht und der Heiligen Maria gewidmet
11. Römische Wohnhäuser (ca. 30 m südlich des Römischen Kapitols und weitere ca. 100 m weiter östlich)

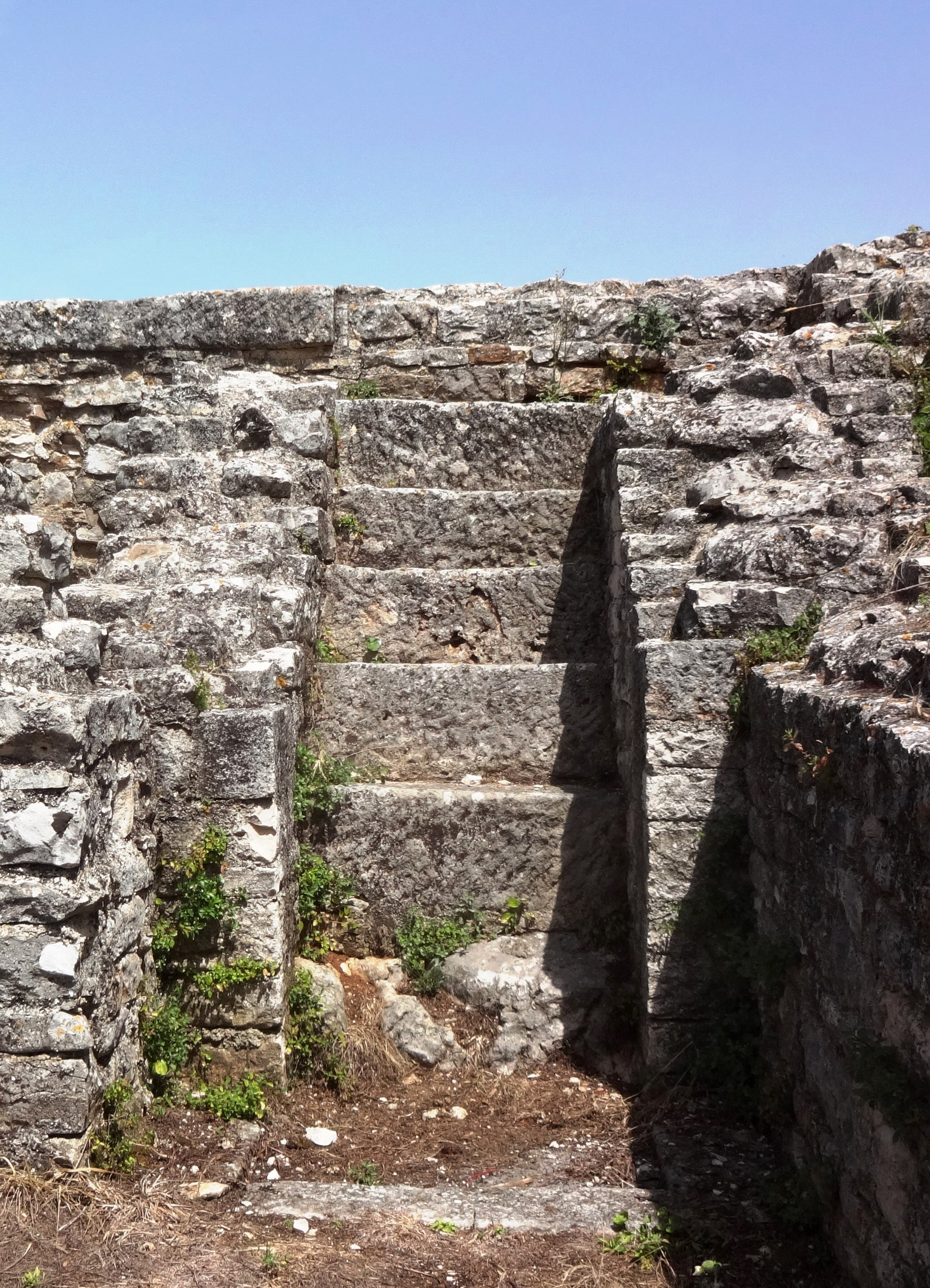
Treppe bei den römischen Wohnhäusern

12. Römische Nekropole (ca. 40 m westlich und damit vor Römischen Tor und Stadtmauer)
13. Stadtmauer (westlicher Teil, zwischen Frühgeschichtlichen Tor und Römischen Tor)
14. Römisches Tor, „Porta Polensis“ (Haupteingang in der westlichen Stadtmauer)
Mitten im Gelände steht ein im 20. Jahrhundert gebautes kleines Wächterhaus mit einer kleinen Ausstellung, in dem auch Literatur zu Nesactium zu erwerben ist.